# 2017-es csehországi parlamenti választás
A 2017-es csehországi parlamenti választást október 20-án és 21-én rendezték. A Cseh Képviselőház mind a 200 tagját ekkor választották meg.
A választást a centrista ANO 2011 (ANO) párt nyerte.
A legutóbbi, 2013-as választások után a Cseh Szociáldemokrata Párt (ČSSD) vezette kormánykoalíció állt az ország élén, a Sobotka-kormány. A koalíció másik tagja az Andrej Babiš üzletember alapította centrista ANO volt, illetve a Keresztény és Demokrata Unió – Csehszlovák Néppárt (KDU-ČSL), amely 1990 óta majdnem mindegyik cseh kormányban részt vett. A 2017-es választáson a szociáldemokraták a hatodik helyre zuhantak vissza.
A második a liberális konzervatív Polgári Demokrata Párt lett. A harmadik a Kalózpárt, a negyedik az euroszkeptikus és bevándorlásellenes Szabadság és Direkt Demokrácia – Tomio Okamura, párt lett. A korábbi legerősebb ellenzéki párt, a Csehország és Morvaország Kommunista Pártja (KSCM), jelentősen visszaesett, de még így is megelőzte a 2017-ig kormányzó szociáldemokratákat. Bejutott a parlamentbe a KDU-ČSL, a TOP 09 és a Polgármesterek és Függetlenek (STAN) nevű párt is.
A közvéleménykutatások már 2014 eleje óta az ANO 2011 vezetését mutatták. Előnyük fokozatosan két számjegyűre nőtt, támogatóik százalékos arányát tekintve. Egy 2017 szeptemberi közvéleménykutatásban az ANO 2011-et a megkérdezettek 30,9 százaléka támogatta, a második helyen lévő Szociáldemokrata Pártot 13,1 százalék, a harmadik kommunista pártot pedig 11,1 százalék.

## Háttér

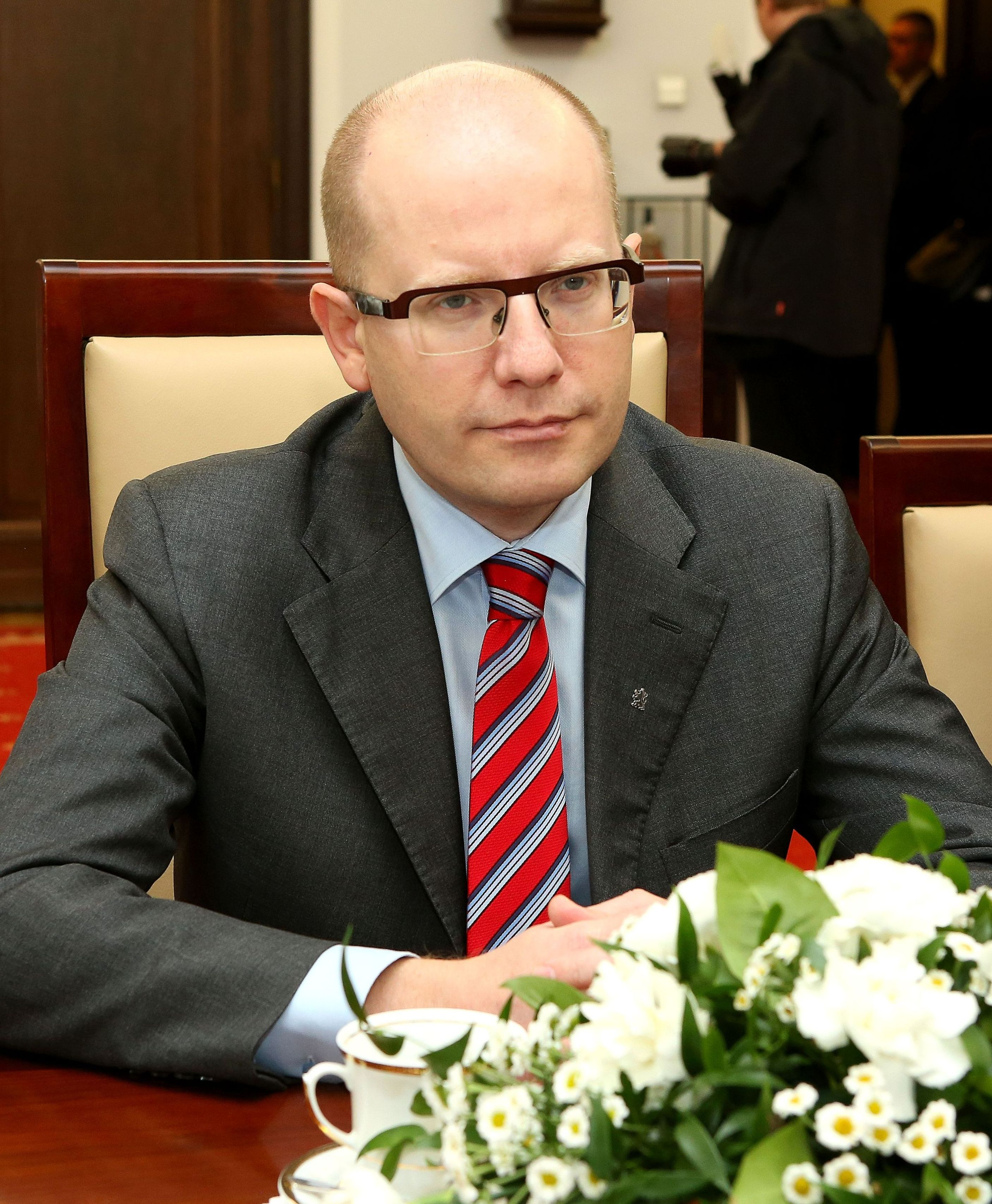
Bohuslav Sobotka miniszterelnök

A cseh alkotmány kimondja, hogy négyévente meg kell választani a Képviselőház, a cseh parlament alsóháza tagjait. A cseh kormány a Képviselőháznak felelős, és csak akkor maradhat hatalmon, ha élvezi a képviselők többségének a bizalmát. Az alkotmány 19. szakasza szerint minden 21 évét betöltött, választójoggal rendelkező cseh állampolgár indulhat képviselői mandátumért.

### A 2014-es szenátusi és önkormányzati választások
2014. október 10-én és 11-én a csehek a 81-ből 27 szenátusi mandátum és mintegy 62300 helyi önkormányzati képviselői hely birtokosairól szavaztak. A szenátusi választáson a szociáldemokraták nyertek, de több nagyváros vezetését elvesztették. A főváros, Prága a koalíciós partner ANO 2011 irányítása alá került.

### A 2016-os regionális és szenátusi választások[2]
A 2016 októberében tartott választás 27 szenátor megválasztásáról döntött, illetve ekkor választották meg 13 kerület 675 közgyűlési tagját. A regionális választást az ANO nyerte meg 21,05 százalékos eredménnyel. A szociáldemokraták 15,25%-ot kaptak, és csak két kerületben szereztek többséget: Dél-Csehországban és Vysočinában. A kommunisták (KSČM) nagy vereséget szenvedtek: 10,54 százalékos eredményükkel 96 közgyűlési helyet veszítettek el. A középjobb ODS a szavazatok 9,47 százalékát kapta és 76 mandátumot szerzett.
A szenátori posztokról mintegy 2,7 millió cseh szavazott. Ezt a választást a KDU-ČSL nyerte, kilenc új szenátori mandátumot szerezve. Az ANO és a szociáldemokraták ezen a választáson súlyos vereséget szenvedtek. Az ANO 14 jelöltet juttatott a második fordulóba, de közülük csak hárman nyerték el a mandátumot. A szociáldemokraták 10 mandátumot veszítettek. Köztük volt a Szenátus alelnöke, Zdeněk Škromach széke is. Az ODS csak hat jelöltet tudott a második fordulóig juttatni, de közülük négyen nyertek is (köztük Zdeněk Nytra, aki független jelöltként indult).

### A 2017-es kormányválság
A koalíciós kormány a 2014-ben bejelentett intézkedések közül többet sikerrel megvalósított, mint a kiskereskedelem elektronikus regisztrációját és az fordított áfát. A Sobotka-kormányt az elemzők jó ideig stabilabbnak ítélték, mint elődeit. 2017 májusában azonban kormányválság kezdődött, amikor a miniszterelnök bejelentette, hogy a koalíciós partner ANO delegálta Andrej Babiš pénzügyminiszter nevéhez köthető pénzügyi bizonytalanságok miatt lemond. Néhány nappal később, miután összekülönbözött Miloš Zeman államelnökkel a kormányzás jövőjét illetően, Sobotka visszavonta a döntését. Május 24-én menesztette Babišt és Ivan Pilnýt nevezte ki helyette. Ezzel véget vetett a válságnak.

## A választási rendszer
A cseh Képviselőház 200 tagját 14 több képviselőt állító választókerületben választják. Ezek egyenként 5-25 képviselőt delegálnak a parlamenti alsóházba. A szavazás nyílt listás és aranyos. A szavazók legföljebb négy jelöltre szavazhatnak a választott listán. A mandátumokat a D'hondt módszernek megfelelően osztják szét. A parlamenti bejutási küszöb az egyes pártoknak 5 százalék, a kétpárti szövetségeseknek 10, a hárompártiaknak 15, és 20 százalék a négy- vagy többpártiaknak. Egy jelölt, ha több, mint öt százalékot kapott, a listája tetejére lép. Ha több, mint egy jelölt kap több, mint 5 százalékot, akkor a szavazatok száma alapján rangsorolják őket.

## A versenyző pártok és jelöltek
A választásokon részt vevő fontosabb pártok:
| Párt | Ideológiája                                                                                           | Vezetője                   |
| --- | --- | -------------------------- |
| Cseh Szociáldemokrata Párt (ČSSD) | Szociáldemokrácia, Európa-pártiság                                                                    | Milan Chovanec (ügyvezető) |
| ANO 2011 (ANO) | Centrizmus, populizmus, liberalizmus, Harmadik utasság                                                | Andrej Babiš               |
| Csehország és Morvaország Kommunista Pártja (KSČM) • Demokratikus Szocializmus Párt | Kommunizmus, Euroszkepticizmus                                                                        | Vojtěch Filip              |
| TOP 09 • A Cseh Korona (Csehország, Morvaország és Szilézia Monarchista Pártja) • Konzervatív Párt • Elkötelezettt Pártonkívüliek Klubja • Liberális-Környezetvédő Párt                                                    | Liberális konzervativizmus, Európa-pártiság                                                           | Miroslav Kalousek          |
| Polgári Demokrata Párt (ODS) • Ingatlantulajdonosok Pártja | Liberális konzervativizmus, Gazdasági liberalizmus, Euroszkepticizmus                                 | Petr Fiala                 |
| Keresztény és Demokratikus Unió – Csehszlovák Néppárt (KDU-ČSL) • Coexistencia and Independents | Kereszténydemokrácia, Európa-pártiság, szociálkonzervativizmus                                        | Pavel Bělobrádek           |
| Polgármesterek és Függetlenek (STAN) • Liberec Régió Polgármesterei • SNK Európai Demokraták | Szociálkonzervativizmus, Lokalizmus                                                                   | Petr Gazdík                |
| Szabadság és Közvetlen Demokrácia (SPD) • A Morvák | Jobboldali populizmus, Bevándorlás-ellenesség, közvetlen demokrácia, euroszkepticizmus                | Tomio Okamura              |
| Cseh Kalózpárt (Piráti) | Kalóz politika, közvetlen és részvételi demokrácia, nyílt állam, liberalizmus                         | Ivan Bartoš                |
| Zöld Párt (Zelení) • Politikai Mozgalom Változás | Zöld politika, Európa-pártiság                                                                        | Matěj Stropnický           |
| Szabad polgárok pártja (Svobodní) | Klasszikus liberalizmus, jobboldali libertarianizmus, Libertárius konzervativizmus, euroszkepticizmus | Petr Mach                  |
| Realisták (REAL) • Cseh Köztársaság Patióták | Nemzeti konzervativizmus, gazdasági liberalizmusm, euroszkepticizmus                                  | Petr Robejšek              |
| Polgári Jogok Pártja (SPO) | Szociáldemokrácia, közvetlen Demokrácia                                                               | Jan Veleba                 |
| Józa Ész Pártja (Rozumní) • Nemzeti Demokrácia • Változás az Emberekért • Koalíció a Köztársaságért – Csehország, Morvaország és Szilézia Republikánus Pártja • Democratikus Zöld Párt • Cseh Mozgalom a Nemzeti Egységért | Nacionalizmus, nemzeti liberalizmus, euroszkepticizmus                                                | Petr Hannig                |
| Koalíció a Köztársaságért – Csehszlovákia Republikánus Pártja (SPR–RSČ) | Nemzeti konzervativizmus, Bevándorlás-ellenesség, Csehszlovák unionizmus, euroszkepticizmus           | Miroslav Sládek            |
| A Társadalmi Igazságosság Munkáspártja (DSSS) | Újnácizmus, nacionalizmus, globalizmus-ellenesség, euroszkepticizmus                                  | Tomáš Vandas               |

## Részvétel
|                                  |                                  |           | jogosultak arányában | szavazók arányában |
| -------------------------------- | -------------------------------- | --------- | -------------------- | ------------------ |
| Választójogosult                 | Választójogosult                 | 8 374 501 |                      |                    |
| Szavazó                          | Szavazó                          | 5 094 633 | 60,84%               |                    |
| érvényes szavazólap              | érvényes szavazólap              | 5 060 759 | 60,43%               | 99,34%             |
| érvénytelen / hiányzó szavazólap | érvénytelen / hiányzó szavazólap | 33 874    | 0,40%                | 0,66%              |
| Távolmaradó                      | Távolmaradó                      | 3 279 868 | 39,16%               |                    |

A 8,4 millió szavazásra jogosult polgárból 5,1 millió vett részt a választásokon (61%). Közülük több mint harmincezren érvénytelenül szavaztak (0,7%). A részvételi arány valamivel magasabb volt a négy évvel korábbinál (+1,4%).
A legmagasabb a választói kedv Prágában (67%), míg a legalacsonyabb a nyugati országrészben található Karlovy Vary-i és Ústí nad Labem-i kerületekben volt (52-52%).
| Részvételi adatok kerületenként               | Részvételi adatok kerületenként | Részvételi adatok kerületenként | Részvételi adatok kerületenként |
| Kerület                                       | Választó- jogosult              | Szavazó                         | Részvétel                       |
| --------------------------------------------- | ------------------------------- | ------------------------------- | ------------------------------- |
| Prága főváros Hlavní město Praha              | 916 940                         | 615 519                         | 67,13%                          |
| Közép-csehországi kerület Středočeský kraj    | 1 047 853                       | 664 722                         | 63,44%                          |
| Dél-csehországi kerület Jihočeský kraj        | 513 882                         | 317 250                         | 61,74%                          |
| Plzeňi kerület Plzeňský kraj                  | 456 299                         | 273 374                         | 59,91%                          |
| Karlovy Vary-i kerület Karlovarský kraj       | 236 250                         | 123 107                         | 52,11%                          |
| Ústí nad Labem-i kerület Ústecký kraj         | 652 568                         | 341 783                         | 52,38%                          |
| Libereci kerület Liberecký kraj               | 350 307                         | 210 363                         | 60,05%                          |
| Hradec Králové-i kerület Královéhradecký kraj | 444 016                         | 280 822                         | 63,25%                          |
| Pardubicei kerület Pardubický kraj            | 412 172                         | 259 860                         | 63,05%                          |
| Vysočina kerület Kraj Vysočina                | 412 847                         | 264 356                         | 64,03%                          |
| Dél-morvaországi kerület Jihomoravský kraj    | 951 420                         | 587 458                         | 61,75%                          |
| Olomouci kerület Olomoucký kraj               | 515 014                         | 307 825                         | 59,77%                          |
| Zlíni kerület Zlínský kraj                    | 477 700                         | 296 748                         | 62,12%                          |
| Morva-sziléziai kerület Moravskoslezský kraj  | 987 233                         | 551 446                         | 55,86%                          |
| Összesen                                      | 8 374 501                       | 5 094 633                       | 60,84%                          |

## Eredmény
| Párt     | Párt                                                            | Szavazat  | Szavazat | Képviselő | Képviselő | +/– |
| -------- | --------------------------------------------------------------- | --------- | -------- | --------- | --------- | --- |
|          | ANO 2011 (ANO)                                                  | 1 500 113 | 29,64%   | 78        | 39,0%     | +31 |
|          | Polgári Demokrata Párt (OSD)                                    | 572 962   | 11,32%   | 25        | 12,5%     | +9  |
|          | Cseh Kalóz Párt (Piráti)                                        | 546 393   | 10,80%   | 22        | 11,0%     | Új  |
|          | Szabadság és Közvetlen Demokrácia (SPD)                         | 538 574   | 10,64%   | 22        | 11,0%     | Új  |
|          | Cseh- és Morvaország Kommunista Pártja (KSČM)                   | 393 100   | 7,77%    | 15        | 7,5%      | –18 |
|          | Cseh Szociáldemokrata Párt (ČSSD)                               | 368 347   | 7,28%    | 15        | 7,5%      | –35 |
|          | Keresztény és Demokratikus Unió – Csehszlovák Néppárt (KDU-ČSL) | 293 643   | 5,80%    | 10        | 5,0%      | –4  |
|          | TOP 09                                                          | 268 811   | 5,31%    | 7         | 3,5%      | –19 |
|          | Polgármesterek és Függetlenek (STAN)                            | 262 157   | 5,18%    | 6         | 3,0%      | Új  |
|          | Szabad Polgárok Pártja (Svobodní)                               | 79 229    | 1,57%    | 0         |           |     |
|          | Zöld Párt (Zelení)                                              | 74 335    | 1,47%    | 0         |           |     |
|          | Józan Ész Pártja (Rozumní)                                      | 36 528    | 0,72%    | 0         |           |     |
|          | Realisták (REAL)                                                | 35 995    | 0,71%    | 0         |           |     |
|          |                                                                 |           |          |           |           |     |
|          | további 18 párt (összesen)                                      | 90 572    | 1,79%    | 0         |           |     |
|          |                                                                 |           |          |           |           |     |
| Összesen | Összesen                                                        | 5 060 759 |          | 200       |           |     |

| A megszerzett képviselői helyek kerületenként | A megszerzett képviselői helyek kerületenként | A megszerzett képviselői helyek kerületenként         | A megszerzett képviselői helyek kerületenként | A megszerzett képviselői helyek kerületenként | A megszerzett képviselői helyek kerületenként | A megszerzett képviselői helyek kerületenként | A megszerzett képviselői helyek kerületenként | A megszerzett képviselői helyek kerületenként | A megszerzett képviselői helyek kerületenként | A megszerzett képviselői helyek kerületenként | A megszerzett képviselői helyek kerületenként | A megszerzett képviselői helyek kerületenként | A megszerzett képviselői helyek kerületenként | A megszerzett képviselői helyek kerületenként | A megszerzett képviselői helyek kerületenként | A megszerzett képviselői helyek kerületenként | A megszerzett képviselői helyek kerületenként | A megszerzett képviselői helyek kerületenként |
| --------------------------------------------- | --------------------------------------------- | ----------------------------------------------------- | --------------------------------------------- | --------------------------------------------- | --------------------------------------------- | --------------------------------------------- | --------------------------------------------- | --------------------------------------------- | --------------------------------------------- | --------------------------------------------- | --------------------------------------------- | --------------------------------------------- | --------------------------------------------- | --------------------------------------------- | --------------------------------------------- | --------------------------------------------- | --------------------------------------------- | --------------------------------------------- |
| Képviselők száma                              | Képviselők száma                              | Képviselők száma                                      | Képviselők száma                              | 24                                            | 26                                            | 13                                            | 11                                            | 5                                             | 13                                            | 8                                             | 11                                            | 10                                            | 10                                            | 23                                            | 12                                            | 12                                            | 22                                            | 200                                           |
| #.                                            | Lista                                         | Lista                                                 | Lista                                         | PRÁ                                           | KÖZ                                           | DÉL                                           | PLZ                                           | KAR                                           | UST                                           | LIB                                           | HRA                                           | PAR                                           | VYS                                           | DMR                                           | OLM                                           | ZLI                                           | MSZ                                           | ∑                                             |
| 1.                                            |                                               | ANO 2011                                              | ANO                                           | 6                                             | 9                                             | 5                                             | 5                                             | 3                                             | 7                                             | 4                                             | 5                                             | 4                                             | 4                                             | 7                                             | 5                                             | 4                                             | 10                                            | 78                                            |
| 2.                                            |                                               | Polgári Demokrata Párt                                | OSD                                           | 5                                             | 4                                             | 2                                             | 2                                             | 0                                             | 1                                             | 1                                             | 1                                             | 1                                             | 1                                             | 3                                             | 1                                             | 1                                             | 2                                             | 25                                            |
| 3.                                            |                                               | Cseh Kalóz Párt                                       | Piráti                                        | 5                                             | 3                                             | 1                                             | 1                                             | 1                                             | 1                                             | 1                                             | 1                                             | 1                                             | 1                                             | 2                                             | 1                                             | 1                                             | 2                                             | 22                                            |
| 4.                                            |                                               | Szabadság és Közvetlen Demokrácia                     | SPD                                           | 1                                             | 2                                             | 1                                             | 1                                             | 1                                             | 2                                             | 1                                             | 1                                             | 1                                             | 1                                             | 3                                             | 2                                             | 2                                             | 3                                             | 22                                            |
| 5.                                            |                                               | Kommunista Párt                                       | KSČM                                          | 1                                             | 2                                             | 1                                             | 1                                             | 0                                             | 1                                             | 0                                             | 1                                             | 1                                             | 1                                             | 2                                             | 1                                             | 1                                             | 2                                             | 15                                            |
| 6.                                            |                                               | Szociáldemokrata Párt                                 | ČSSD                                          | 1                                             | 2                                             | 1                                             | 1                                             | 0                                             | 1                                             | 0                                             | 1                                             | 1                                             | 1                                             | 2                                             | 1                                             | 1                                             | 2                                             | 15                                            |
| 7.                                            |                                               | Keresztény és Demokratikus Unió – Csehszlovák Néppárt | KDU-ČSL                                       | 1                                             | 0                                             | 1                                             | 0                                             | 0                                             | 0                                             | 0                                             | 1                                             | 1                                             | 1                                             | 2                                             | 1                                             | 1                                             | 1                                             | 10                                            |
| 8.                                            |                                               | TOP 09                                                | TOP                                           | 3                                             | 2                                             | 1                                             | 0                                             | 0                                             | 0                                             | 0                                             | 0                                             | 0                                             | 0                                             | 1                                             | 0                                             | 0                                             | 0                                             | 7                                             |
| 9.                                            |                                               | Polgármesterek és Függetlenek                         | STAN                                          | 1                                             | 2                                             | 0                                             | 0                                             | 0                                             | 0                                             | 1                                             | 0                                             | 0                                             | 0                                             | 1                                             | 0                                             | 1                                             | 0                                             | 6                                             |
|                                               |                                               |                                                       |                                               |                                               |                                               |                                               |                                               |                                               |                                               |                                               |                                               |                                               |                                               |                                               |                                               |                                               |                                               |                                               |

## Politikai következmények

### Nemzetközi reakciók
A külföldi reakciók elsősorban nem is az ANO eredményét emelték ki, hanem a ČSSD történelmi méretű vereségét. A párt még annál is kevesebb szavazatot kapott, mint amennyit a közvélemény-kutatók a választások előtt kimutattak. Az eredményt a magyarországi értékelők is történelmi vereségként, a szociáldemokrata mozgalom arculcsapásaként értelmezték.
Az ANO eredményét szintén történelminek tekintették, hiszen ilyen magas támogatottsággal és ilyen nagy előnnyel még egyetlen párt sem nyert választást Csehországot. Kiemelték ugyanakkor hogy maga az elitellenes ANO továbbra is egy politikai színtéren nehezen besorolható párt maradt, amely igazi sötét lóként viselkedik majd a kormányon, törekvései kiszámíthatatlanok. Andrej Babišt magát is problémás vezetőnek minősítették, hiszen a választás idején nyomozás folyt ellene korrupciós gyanú miatt, így ha akad is olyan párt, amely nem zárkózik el az ANO-tól, annak vezetői alighanem elzárkóznak Babiš miniszterelnök támogatásától.

### Kormányalakítás
A választási eredmény nehéz kormányalakítást ígért. Ennek az egyik oka a politikai színtér minden korábbinál nagyobb felaprózódása, kilenc párt képviselőházba történő bejutása volt. A képviselőház harmadát kitevő frakció mögötti ANO ráadásul protestpártként működött, vele a többi párt csak nagyon nehezen tudott volna kormányzati munka során együttműködni. A választás után Zeman elnök jelezte, hogy a legkívánatosabbnak egy ANO-ODS kormányt tartana. (Ez egy optimális koalíció lett volna, mivel a 200 fős képviselőházban a két pártnak összesen 103 képviselője került.) Az ODS vezetése a felvetést Andrej Babiš kétes üzelmeire hivatkozva visszautasította. Andrej Babiš az ANO vezetőjeként a következő napokban hét párttal is felvette a kapcsolatot kormányalapítási tárgyalások céljából, ám azt minden párt visszautasította. A koalícióra önként vállalkozott volna a bevándorlásellenes és közvetlen demokráciát támogató SDP, velük viszont Babiš nem akart közösen dolgozni. A nem sok sikerrel kecsegtető tájékozódási szakasz ellenére Miloš Zeman október legvégén ténylegesen is megbízta Babišt az új kormány megalakításával.
November közepére már egyértelmű volt, hogy az ANO vezetője csak kisebbségi kormány felállításában bízhat. Miloš Zeman előre figyelmeztette a képviselőházat, hogy Babiš fogja megbízni a kormány megalakításával és ha a parlament a kötelező bizalmi szavazáson a Babiš-kormányt elutasítja, akkor is az ANO vezetőjét bízza meg újabb kormány megalakításával. Zeman 2017. december 6-án ténylegesen is kormányfővé nevezte ki Andrej Babišt, aki megalakította első kormányát.

## Fordítás
Ez a szócikk részben vagy egészben  a   Czech legislative election, 2017 című angol Wikipédia-szócikk ezen változatának fordításán alapul.  Az eredeti cikk szerkesztőit annak laptörténete sorolja fel. Ez a jelzés csupán a megfogalmazás eredetét és a szerzői jogokat jelzi, nem szolgál a cikkben szereplő információk forrásmegjelöléseként.